# Jacob Zuma
Jacob Gedleyihlekisa Zuma GCB (Nkandla, 12 de abril de 1942) é um político sul-africano que foi presidente da Africa do Sul, após a vitória de seu partido nas eleições gerais de 2009, até 14 de fevereiro de  2018, quando renunciou. Também presidiu o Congresso Nacional Africano (CNA), partido governante do país, sendo substituído por Cyril Ramaphosa em 18 de dezembro de 2017, e foi vice-presidente da África do Sul de 1999 a 2005.
Zuma é conhecido também por suas iniciais, JZ e pelo nome de seu clã, Msholozi. Tornou-se presidente do CNA em 18 de dezembro de 2007, depois de derrotar o seu rival, Thabo Mbeki, na conferência do partido, em Polocuane.
Zuma já passou por diversos problemas legais; foi acusado de estupro em 2005, porém acabou sendo absolvido no ano seguinte. Além disso, ele disputa uma longa batalha judicial contra acusações de estelionato e corrupção, depois de seu assessor financeiro, Schabir Shaik, ter sido condenado por corrupção e fraude. Em 6 de abril de 2009 a promotoria sul-africana decidiu retirar as acusações, alegando "interferência política".
No dia 14 de fevereiro de 2018, Jacob Zuma renunciou  ao cargo de presidente da República da África do Sul logo após um ultimato do seu partido. Jacob é alvo de mais de 800 acusações por corrupção relativa a contratos de armas do final dos anos 1990 e é investigado por supostamente ter usado o Estado para favorecer empresários com concessões públicas milionárias. Em junho de 2021, Zuma foi condenado a quinze meses de prisão por desacato à corte.

## Biografia

### Juventude
Zuma nasceu na Zululândia (atual parte de Cuazulo-Natal). Seu pai era um policial, que morreu quando Zuma ainda era um menino. Seu isibongo (nome de clã) é Zuma, e é chamado de maneira afetiva pelo seu "nome de louvor", Msholozi. Frequentou a escola apenas por alguns anos, e não recebeu nenhuma educação formal depois do primário. Passou sua infância mudando-se da Zululândia aos subúrbios de Durban, na região de Umkhumbane (perto de Chesterville).

### Prisão e exílio
Zuma se envolveu com a política desde cedo, e se juntou ao Congresso Nacional Africano (CNA) em 1959. Tornou-se um líder ativo da ala armada Lança da Nação em 1962, depois do CNA ser banido, em 1961. Em 1963, juntou-se ao Partido Comunista Sul-Africano (SACP). No mesmo ano foi preso com um grupo de 45 recrutas perto de Zeerust, na província ocidental do Transvaal, atualmente parte da província do Noroeste. Condenado por "conspirar para derrubar o governo", foi condenado a dez anos de prisão, que ele serviu na prisão de Ilha Robben, com Nelson Mandela e outros líderes do CNA presos naquele lugar.
Chegou a deixar a África do Sul em 1975, sediando-se primeiro na Suazilândia, e depois em Moçambique, onde teve de lidar com a chegada de milhares de exilados, que viajaram depois do Levante de Soweto.
Tornou-se um membro do Comitê Executivo Nacional do CNA em 1977; também serviu como vice-representante principal do CNA em Moçambique, cargo que ocupou até a assinatura do Acordo do Incomati, entre os governos moçambicano e sul-africano, em 1984. Após a assinatura do acordo, foi designado Representante Chefe do CNA.
Serviu nos conselhos militar e político do CNA quando ele foi formado, no meio da década de 1980, e foi eleito para o politburo do partido em abril de 1989.
Zuma foi obrigado a abandonar o Moçambique em janeiro de 1987, depois de exercer considerável pressão sobre o governo moçambicano, especialmente pelo regime de Pieter Willem Botha. Mudou-se para o quartel-general do CNA, então em Lusaca, na Zâmbia, onde foi designado "Chefe das Estruturas Subterrâneas" e, pouco tempo depois, "Chefe do Departamento de Inteligência". Seu período no cargo permanece motivo de uma considerável controvérsia.

### Retorno do exílio
Logo após o fim do banimento do CNA, em fevereiro de 1990, Zuma foi um dos primeiros líderes do partido a voltar para a África do Sul, e dar início ao processo de negociações.
Em 1990 foi eleito Diretor do CNA para a região do Sul do Natal, e assumiu um papel de destaque na luta contra a violência política na região, entre membos do CNA e do Partido da Liberdade Inkatha (IFP). Foi eleito vice-secretário geral do CNA naquele mesmo ano, e em janeiro de 1994 foi indicado como candidato do partido para premiê de Cuazulo-Natal.
O IFP, no entanto, liderado por Mangosuthu Buthelezi, colocou uma ênfase particular sobre o orgulho zulu, e o poder político daquele período. Neste contexto, a herança zulu de Zuma desempenhou um papel importante para terminar a violência na região, e enfatizar as raízes políticas (e não tribais) da violência, e conquistar o apoio do povo zulu da região.

### Ascensão

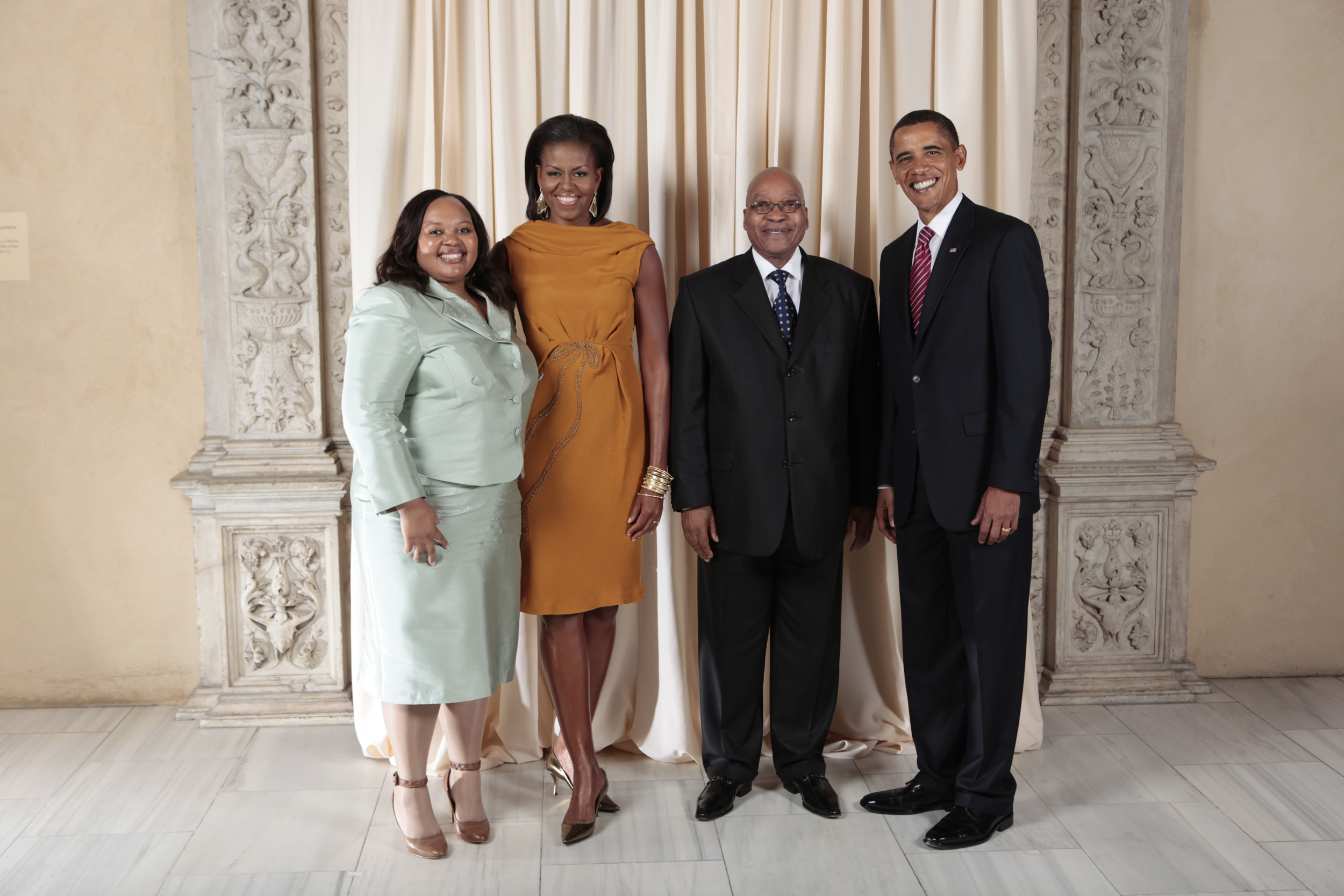
Jacob Zuma sendo recebido pelos Obama no Metropolitan Museum of Art, 2009.

Zuma tinha alguma experiência anterior na liderança nacional, tendo começado a servir no Comitê Nacional Executivo do CNA em 1977, quando o partido ainda era um movimento de liberação. Quando se tornou presidente do partido já o havia servido por trinta anos. Depois das eleições gerais de 1994, quando o CNA se tornou o partido do governo, apesar de ter perdido a província de Cuazulo-Natal para o IFP, foi indicado como Membro do Comitê Executivo (MEC) de Assuntos Econômicos e Turismo para o governo provincial de Cuazulo-Natal, depois de se afastar para permitir a Thabo Mbeki que concorresse sem oposição para a vice-presidência. Em dezembro do mesmo ano, foi eleito líder nacional do CNA, e executivo do CNA em Cuazulo-Natal, sendo reeleito para o último cargo em 1996. Foi eleito vice-presidente do CNA na Conferência Nacional realizada em Maiquengue, em dezembro de 1997, e foi designado vice-presidente do país em junho de 1999.
Durante este período também trabalhou em Campala, capital do Uganda, tentando mediar o processo de paz do Burundi, juntamente com o presidente de Uganda, Yoweri Museveni.  Museveni comanda a Inciativa Regional dos Grandes Lagos, um grupo de presidentes da região que supervisiona o processo de paz no Burundi, onde diversos grupos hutus foram às armas em 1993 contra um governo dominado pelas minorias tutsis, que assassinaram o primeiro presidente eleito a partir da maioria hutu.

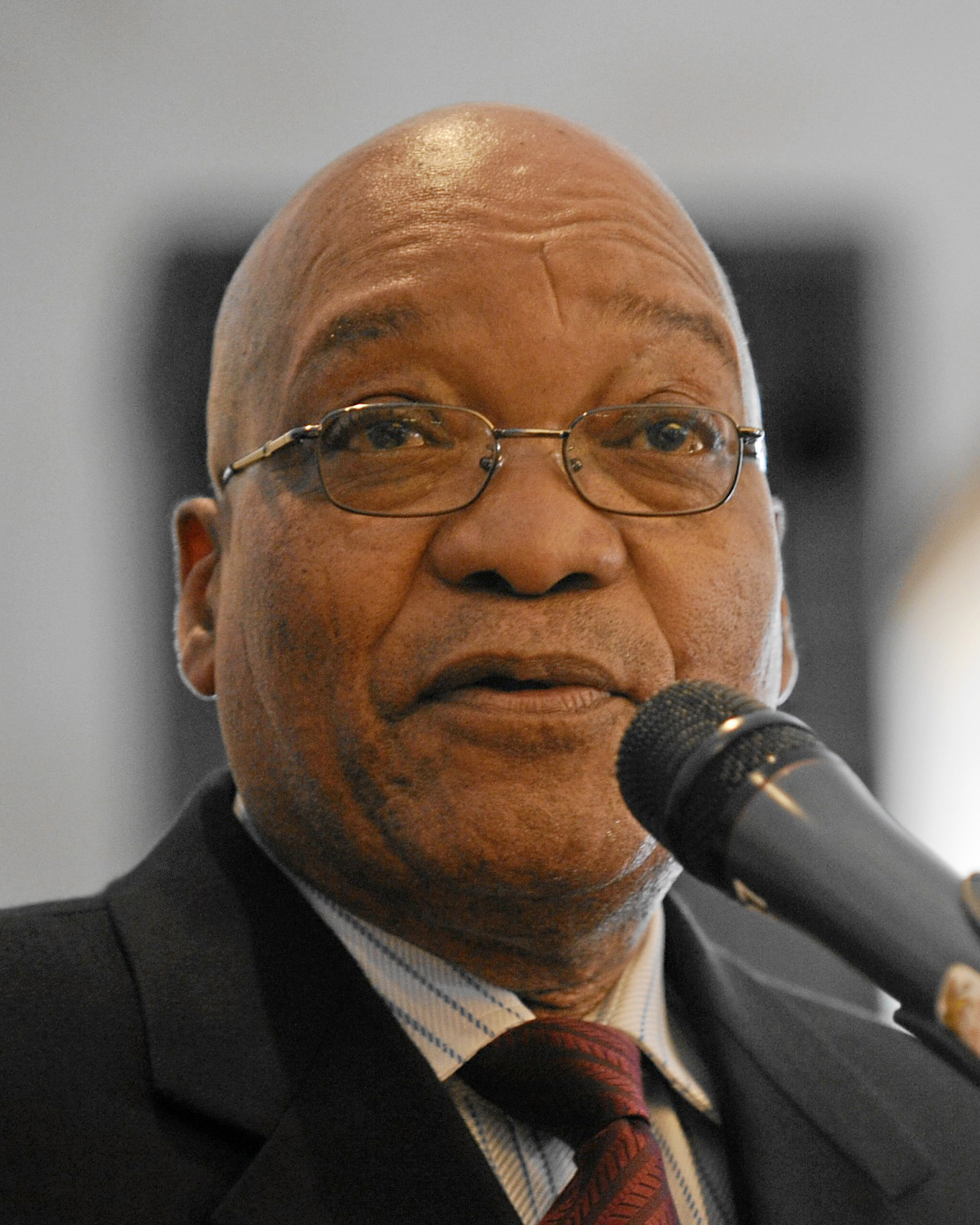
Presidente Zuma discursando no Fórum Econômico Mundial.

O presidente Mbeki retirou Zuma de suas funções como vice-presidente em 14 de julho de 2005, devido a acusações de corrupção ligadas ao acordo de armas no valor de cinco bilhões de dólares, feito pelo governo sul-africano em 1999. A sucessora de Zuma como vice-presidente da África do Sul é Phumzile Mlambo-Ngcuka, esposa de Bulelani Ngcuka. Mlambo-Ngcuka é ministra dos Minérios e Energia desde 1999. Enquanto sua indicação foi amplamente bem-vista pelo setor de negócios, ela foi vaiada publicamente em muitos comícios do CNA, por partidários de Zuma.

### Presidência do CNA
Em termos de tradição partidária, como vice-presidente do Congresso Nacional Africano, Zuma já era o sucessor de Mbeki. As estruturas do partido realizaram suas conferências em outubro de novembro de 2007, nas quais Zuma apareceu como favorito para o cargo da presidência do CNA e, por consequência, da África do Sul, em 2009. Foi eleito oficialmente presidente do partido em 18 de dezembro de 2007 com 2.329 votos, derrotando os 1.505 votos do presidente sul-africano Thabo Mbeki, em seu segundo mandato na liderança do partido. Em 28 de dezembro o Diretório de Operações Especiais, também conhecido como Scorpions, notificaram Zuma de seu indiciamento na Suprema Corte do país, por diversas acusações de estelionato, lavagem de dinheiro, corrupção e fraude.
Em setembro de 2008 o CNA "retirou" Thabo Mbeki da presidência do país, e colocou o vice, Kgalema Motlanthe, como presidente-interino até a eleição geral de 2009, quando Zuma se tornou o novo presidente.

### Orientação política-econômica

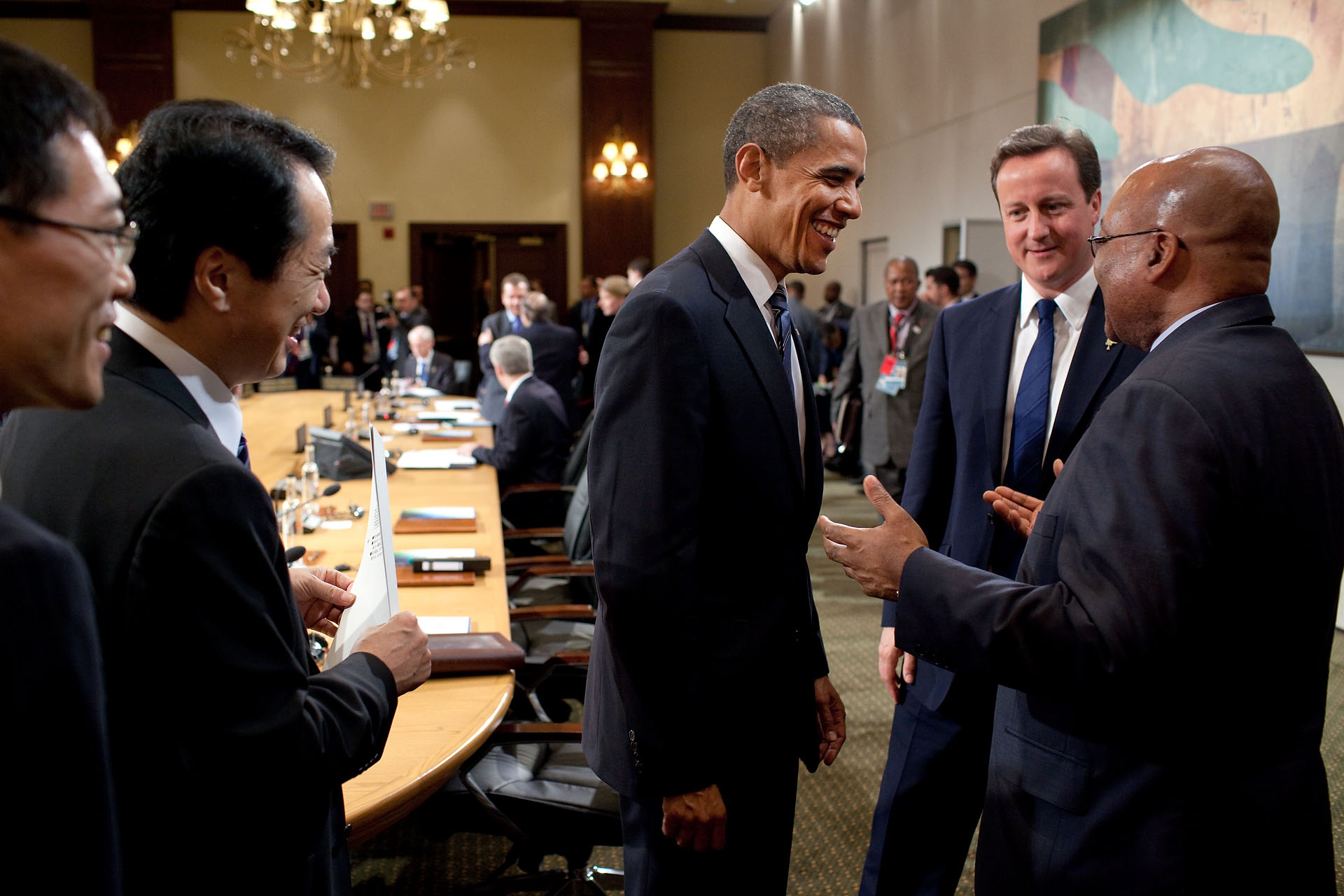
Zuma cumprimenta Barack Obama, Naoto Kan e David Cameron, 2010.

Economicamente Zuma é um populista, que se descreveu ocasionalmente como "socialista". Recebeu apoio de sindicatos e do Partido Comunista Sul-Africano, além das divisões de jovens e de mulheres do Congresso Nacional Africano.
Segundo o jornal britânico The Guardian, Zuma tentou "reassegurar os investidores internacionais de que seus interesses seriam protegidos"; tanto o Guardian quanto o New York Times, no entanto, o citaram falando sobre redistribuição da riqueza, e se alinhando com socialistas e comunistas na procura desta meta. Segundo Jacob Zuma, a aproximação da OTAN nas fronteiras da Rússia resultando na guerra da Ucrânia tem como objetivo destruir o BRICS, coalizão de economias emergentes que já ultrapassou o bloco econômico G7.

## Acusações de corrupção
Zuma se envolveu numa controvérsia depois que seu assessor financeiro, Schabir Shaik, foi acusado de corrupção política e fraude. Bulelani Ngcuka, diretor nacional da promotoria pública na época, investigou tanto Zuma quanto um dos líderes do CNA, Tony Yengeni, depois que alegações de abuso de poder foram levantadas contra ambos. As alegações estavam relacionadas a uma influência inadequada num acordo de compra de armas, e à questão do benefício financeiro obtido como resultado desta influência. Enquanto Yengeni foi considerado culpado, as acusações contra Zuma foram arquivadas; Ngcuka afirmou que "... embora houvesse evidências de corrupção, à primeira vista, elas eram insuficientes para vencer o caso no tribunal." Ngcuka retirou-se para a iniciativa privada, após receber críticas do CNA sobre o incidente.
Em 2004 Zuma tornou-se uma figura chave no julgamento de Schabir Shaik. Shaik, um executivo de Durban, foi interrogado a respeito de um possível suborno ocorrido durante a compra de fragatas classe Valour para a Marinha da África do Sul, certas obras de desenvolvimento no litoral de Durban, e gastos generosos na residência de Zuma, em Nkandla. Em 2 de junho de 2005 Shaik foi considerado culpado, e condenado a 15 anos de prisão. A juíza Hilary Squires descreveu a relação entre Zuma e Shaik como uma "simbiose mutualmente benéfica"; a mídia relatou a declaração de maneira equivocada como "uma relação geralmente corruta", embora esta descrição não apareça nas transcrições do tribunal.
Depois de doze dias de intensa especulação na mídia sobre o seu futuro, o presidente Thabo Mbeki removeu Zuma do cargo de vice-presidente do país, em 14 de junho de 2005. Mbeki declarou, diante de uma sessão conjunta do parlamento, que "no interesse do honrado vice-presidente, do governo, de nosso jovem sistema democrático e de nosso país, seria melhor dispensar o honrado Jacob Zuma de suas responsabilidades como vice-presidente da República e membro do Gabinete." Zuma também renunciou então ao posto de parlamentar.
No período subsequente ao julgamento de Shaik, Zuma foi acusado formalmente por corrupção pela promotoria do país. O caso, no entanto, foi eliminado do rol de casos da Suprema Corte de Pietermaritzburgo depois que a petição da acusação por uma adiação (pedida para permitir à promotoria que obtivesse, de maneira admissível, as formas de documentação necessárias para servir como provas). Ao recusar a petição pelo adiamento, a Corte abriu caminho para o pedido, feito pela defesa, de um efeito suspensivo permanente, que evitaria que Zuma fosse processado criminalmente.
A equipe legal de Zuma continuou a adiar o processo, e, apesar das alegações de Zuma de que desejava que o assunto fosse levado ao tribunal, conseguiu fazer com que provas críticas não pudessem ser apresentadas no tribunal, o que resultou no pedido de adiação da promotoria e na subsequente remoção do caso; a equipe de Zuma, no entanto, não logrou êxito em suas tentativas de fazer com que o tribunal concedesse o efeito suspensivo permanente, o que deixou o caso aberto para uma nova tentativa da promotoria.
Em 8 de novembro de 2007 a Suprema Corte de Apelações deu um parecer em favor da promotoria, em respeito às apelações feitas contra as diversas operações de busca e apreensão realizadas, e rejeitou quatro apelações feitas pela equipe de defesa de Zuma. Esta decisão se referia especialmente à obtenção, pela parte da promotoria, do diário pessoal de um membro sênior de uma empresa fabricante de armas francesa, que pode ter fornecido informações sobre as práticas - possivelmente corruptas - de Zuma durante o fechamento de uma compra de armas.
Em 28 de dezembro do mesmo ano os Scorpions — como são chamados os membros do Diretório de Operações Especiais do governo sul-africano — notificaram Zuma de seu indiciamento na Suprema Corte do país, pelas acusações de estelionato, lavagem de dinheiro, corrupção e fraude. Uma condenação a um tempo de prisão superior a um ano impossibilitaria Zuma de concorrer à eleição pelo parlamento sul-africano e, por consequência, a servir como presidente do país.

### Acusações declaradas ilegais
Zuma apareceu no tribunal em 4 de agosto de 2008. Em 12 de setembro, em Pietermaritzburgo, o juiz Chris Nicholson declarou que as acusações de corrupção contra Zuma eram ilegais, com base no fato de que o Diretório Nacional de Acusações Públicas (National Directorate of Public Prosecutions, "NDPP") não deu ao acusado a chance de fazer uma representação antes de decidir acusá-lo (esta é uma exigência imposta pela constituição do país), e ordenou ao Estado que lhe pagasse os custos legais. Nicholson também acrescentou que, embora acreditasse que a interferência política tivesse desempenhado um papel decisivo na decisão de acusar novamente Zuma, esta não foi a razão pela qual ele manteve a posição de que as acusações levantadas contra Zuma eram ilegais. Nicholson também enfatizou que sua decisão não tinha a ver com a culpa ou a inocência de Zuma, e estava embasada apenas numa questão regimental. Diversos relatos da mídia traziam a informação incorreta de que as acusações contra Zuma haviam sido retiradas, o que não foi o caso. O NDPP permaneceu com a competência para acusar novamente Zuma, porém apenas depois de que ele recebesse uma oportunidade de fazer suas representações ao próprio NDPP. No parágrafo 47 do julgamento, o juiz Nicholson escreveu:
A obrigação de ouvir as representações faz parte do princípio de audi alteram partem. O que se exige é que uma pessoa que possa ser afetada de maneira adversa por uma decisão receba uma oportunidade de fazer representações, visando obter um resultado favorável. A pessoa afetada normalmente deve ser informada da essência ou dos principais aspectos do caso pelo qual ele vai responder.

O tribunal declarou o fato do NDPP não ter seguido o procedimento correto descrito na seção 179(5)(d) da constituição tornou ilegal a decisão de reindiciar Zuma. O juiz descobriu que diversas conclusões podiam ser retiradas a partir do timing em que as acusações foram feitas contra Zuma (como o fato de que ele foi indiciado logo depois de ter sido eleito presidente do CNA), o que indicava um certo grau de interferência política pelo braço executivo do governo. O juiz Nicholson escreveu no 210º parágrafo de seu julgamento:
O timing do indiciamento de Zuma pelo sr. Mpshe, em 28 de dezembro de 2007, depois que o Presidente havia sofrido uma derrota política em Polocuane foi extremamente infeliz. Este fato, juntamente com a suspensão do sr. Pikoli, que deveria ser independente e estar imune à interferência executiva, me persuadiram de que a conclusão mais plausível é que a influência política fulminante segue em curso.
No parágrafo 220 o juiz prosseguiu:
Há um padrão perturbador no comportamento que eu descrevi acima, que indica interferência, pressão ou influência política. Ele começou com a "liderança política" dada pelo ministro Maduna ao sr. Ngcuka, quando este se recusou a indiciar o requerente, seus contatos e encontros com representantes de Thint, e outros assuntos aos quais eu fiz alusão. Dadas as regras a respeito das evidências o tribunal é obrigado a aceitar a conclusão que é menos favorável à causa da parte que tinha um conhecimento peculiar dos fatos verdadeiros. É certamente mais grave do que o "indício ou sugestão" de interferência política ao qual se referiu no caso Yengeni. É motivo de grande preocupação que este processo tenha ocorrido na nova África do Sul, tendo em vista os danos que isto causou durante o período do apartheid.
Antes da audiência já havia ocorrido uma onda de críticas ao Judiciário sul-africano pelos partidários de Zuma - ainda que este tenha sido a terceira decisão do Poder Judiciário do país a seu favor, incluindo a absolvição no caso de estupro. O NDPP prontamente anunciou sua intenção de recorrer da decisão.

### Condenações
Em 29 de junho de 2021, Zuma se tornou o primeiro presidente sul-africano desde o fim do governo de minoria branca, em 1994, a ser condenado a prisão. O Tribunal Constitucional da África do Sul lhe deu uma sentença de quinze meses por desacato à corte após Zuma desafiar uma ordem judicial anterior para retornar e testemunhar perante a Comissão Zondo.